# إيرل د. هال
إيرل د. هال (بالإنجليزية: Earl D. Hall)‏ هو فلاح وسياسي أمريكي، ولد في 15 يوليو 1879. حزبياً، نشط في الحزب الجمهوري. وقد انتخب عضو جمعية ولاية ويسكونسن.